# Reus (Catalonië)

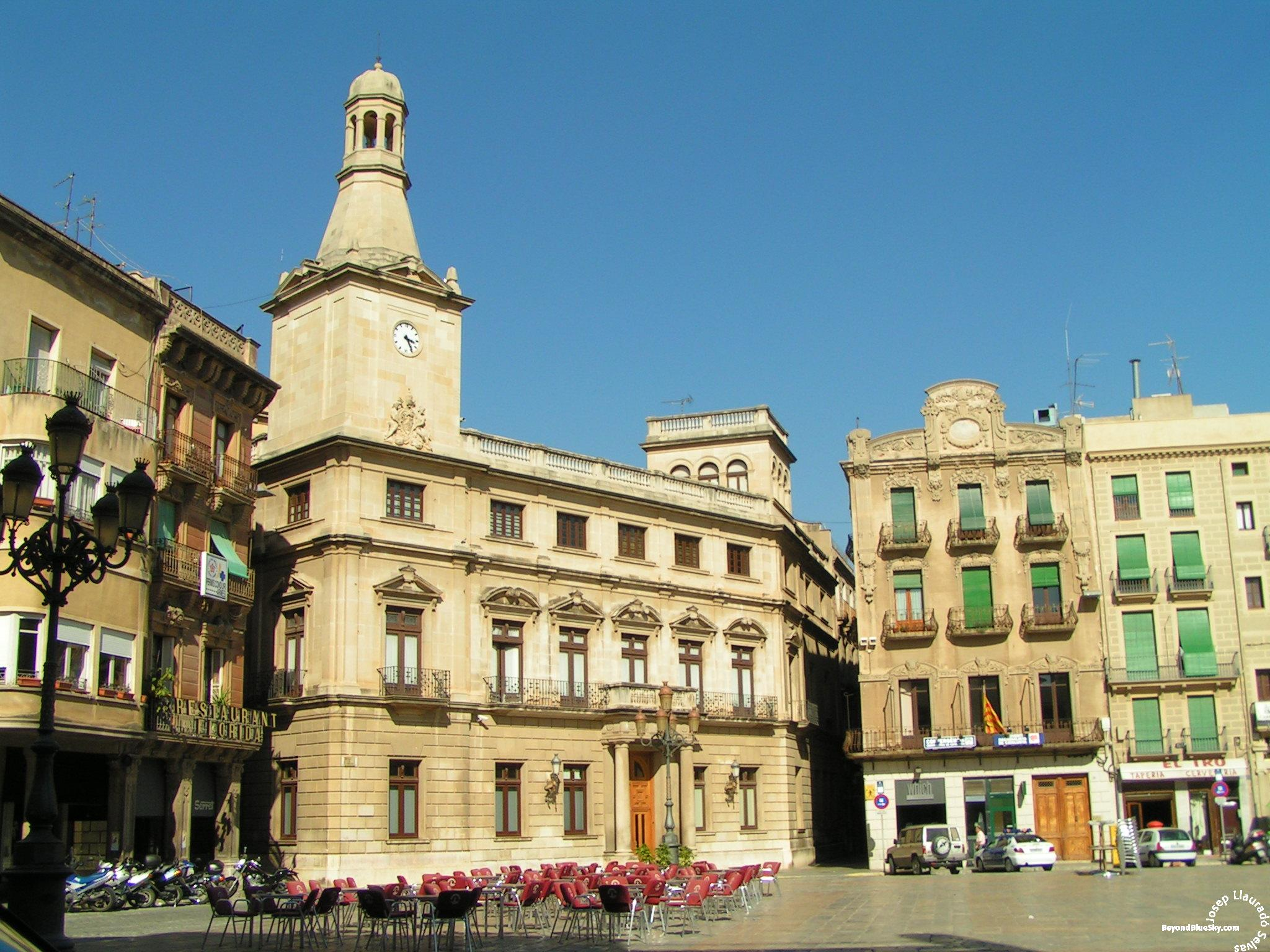
Plein in Reus

Reus is een stad en gemeente in de Spaanse autonome regio Catalonië, in de provincie Tarragona. Het ligt aan de noordoostkust van Spanje, dertien kilometer vanaf de stad Tarragona, aan de Costa Daurada, aan de Middellandse Zee. De stad telt 103.615 inwoners (1 januari 2016). Het is de hoofdstad van de comarca Baix Camp.
Reus of het naburige dorpje Riudoms is de geboorteplaats van de wereldberoemde Catalaanse architect Antoni Gaudí (25 juni 1852). Over de exacte geboorteplaats bestaat geen zekerheid.
Dicht bij de stad ligt luchthaven Reus. Deze heeft dankzij het toerisme een belangrijke groei gekend. Belangrijke dichtbijgelegen toeristische plaatsen zijn Salou en Tarragona.

## Politiek
Burgemeesters sinds de Spaanse democratische overgang:
- 1979-1983: Carlos Martí Massagué (PSC)
- 1983-1985: Anton Borrell Marcó (PSC)
- 1985-1999: Josep Abelló Padró (PSC)
- 1999-2011: Lluís Miquel Pérez Segura (PSC)
- 2011-: Carles Pellicer Punyed (CiU)

## Demografische ontwikkeling
Bron: INE; 1857-2011: volkstellingen
Opm: Bevolkingscijfers in duizendtallen

## Bezienswaardigheden
- Het Centre de Lectura, de grootste privé-bibliotheek uit Catalonië

## Feesten
Het bekendste is het Festa Major de Reus, dat door de Generalitat de Catalunya in 2010 is aangewezen als "erfgoedfestival van nationaal belang". Het hoogtepunt van het festival, dat tientallen evenementen omvat, valt op de laatste dag, te weten de feestdag van apostel Petrus, 29 juni. Een kenmerkend onderdeel van het festival is de optocht met reuzen en dwergreuzen door de stad.

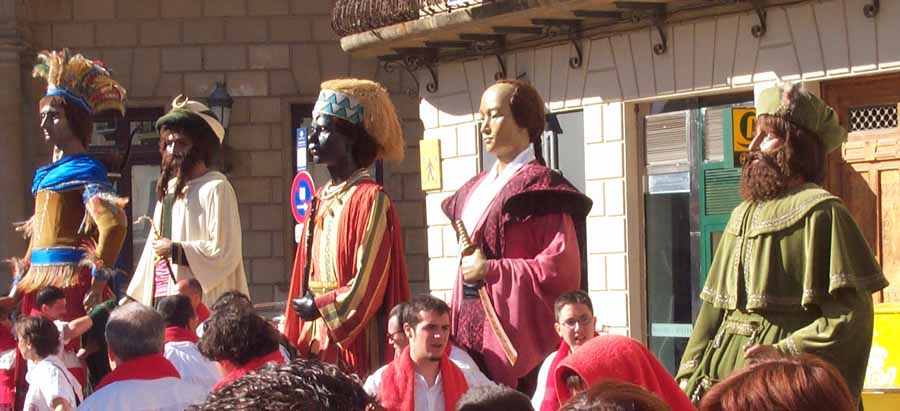
Feste Mayor: de stadsreuzen

## Sport
CF Reus Deportiu is de professionele voetbalclub van Reus en speelt in het Camp Nou Municipal.

## Geboren in Reus
- Isaac Cuenca (1991), voetballer
- Marià Fortuny (1838-1874), beeldend kindtenares
- Antoni Gaudí (1852-1926), architect
- Juan Prim (1814-1870), edelman, politicus en generaal
- Sergi Roberto (1992), voetballer
- Jon Toral (1995), voetballer

Aiguamúrcia · Albinyana · L'Albiol · Alcanar · Alcover · L'Aldea · Aldover · L'Aleixar · Alfara de Carles · Alforja · Alió · Almoster · Altafulla · L'Ametlla de Mar · L'Ampolla · Amposta · L'Arboç · Arbolí · L'Argentera · Arnes · Ascó · Banyeres del Penedès · Barberà de la Conca · Batea · Bellmunt del Priorat · Bellvei · Benifallet · Benissanet · La Bisbal de Montsant · La Bisbal del Penedès · Blancafort · Bonastre · Les Borges del Camp · Bot · Botarell · Bràfim · Cabacés · Cabra del Camp · Calafell · Camarles · Cambrils · La Canonja · Capafonts · Capçanes · Caseres · El Catllar · Castellvell del Camp · Colldejou · Conesa · Constantí · Corbera d'Ebre · Cornudella de Montsant · Creixell · Cunit · Deltebre · Duesaigües · L'Espluga de Francolí · Falset · La Fatarella · La Febró · La Figuera · Figuerola del Camp · Flix · Forès · Freginals · La Galera · Gandesa · Garcia · Els Garidells · Ginestar · Godall · Gratallops · Els Guiamets · Horta de Sant Joan · El Lloar · Llorac · Llorenç del Penedès · Margalef · Marçà · Mas de Barberans · Masdenverge · Masllorenç · La Masó · Maspujols · El Masroig · El Milà · Miravet · El Molar · Mont-ral · Mont-roig del Camp · Montblanc · Montbrió del Camp · Montferri · El Montmell · Móra d'Ebre · Móra la Nova · El Morell · La Morera de Montsant · La Nou de Gaià · Nulles · Els Pallaresos · La Palma d'Ebre · Passanant i Belltall · Paüls · Perafort · El Perelló · Les Piles · El Pinell de Brai · Pira · El Pla de Santa Maria · La Pobla de Mafumet · La Pobla de Massaluca · La Pobla de Montornès · Poboleda · El Pont d'Armentera · Pontils · Porrera · Pradell de la Teixeta · Prades · Prat de Comte · Pratdip · Puigpelat · Querol · La Ràpita · Rasquera · Renau · Reus · La Riba · Riba-roja d'Ebre · La Riera de Gaià · Riudecanyes · Riudecols · Riudoms · Rocafort de Queralt · Roda de Berà · Rodonyà · Roquetes · El Rourell · Salomó · Salou · Sant Jaume d'Enveja · Sant Jaume dels Domenys · Santa Bàrbara · Santa Coloma de Queralt · Santa Oliva · Sarral · Savallà del Comtat · La Secuita · La Selva del Camp · Senan · La Sénia · Solivella · Tarragona · Tivenys · Tivissa · La Torre de Fontaubella · La Torre de l'Espanyol · Torredembarra · Torroja del Priorat · Tortosa · Ulldecona · Ulldemolins · Vallclara · Vallfogona de Riucorb · Vallmoll · Valls · Vandellòs i l'Hospitalet de l'Infant · El Vendrell · Vespella de Gaià · Vila-rodona · Vila-seca · Vilabella · Vilalba dels Arcs · Vilallonga del Camp · Vilanova d'Escornalbou · Vilanova de Prades · Vilaplana · Vilaverd · La Vilella Alta · La Vilella Baixa · Vimbodí i Poblet · Vinebre · Vinyols i els Arcs · Xerta